# Parel van de Veluwe
De Parel van de Veluwe is een wielerwedstrijd voor vrouwen en mannen, die jaarlijks op de Noordwest-Veluwe verreden wordt. Dit wielerevenement wordt georganiseerd door de Wielervereniging De IJsselstreek.
Bij de vrouwen wordt gestreden om de Connie Meijer-trofee, die is ingesteld ter nagedachtenis van de jong overleden wielrenster Connie Meijer (1963-1988). Daarnaast ontvangt de strijdlustigste renster de Hennie Top Trofee. Bij de mannen ontvangt de strijdlustigste renner de Fedor den Hertog Trofee. 

## Erelijst

### Mannen
| Editie | 1e                               | 2e                               | 3e                               |
| ------ | -------------------------------- | -------------------------------- | -------------------------------- |
| 1988   | Harm Jansen                      | Godert de Leeuw                  | Freddy Wolsink                   |
| 1989   | John de Haas                     | Dennis Huenders                  | Rudy Nagengast                   |
| 1990   | Remco Startman                   | Godert de Leeuw                  | Harm Jansen                      |
| 1991   | Arjen Vinke                      | Remco Startman                   | Mano Lubbers                     |
| 1992   | Richard Mulder                   | Martin van Steen                 | Patrick Rasch                    |
| 1993   | Paul Konings                     | John-Paul van Ameele             | Peter Tates                      |
| 1994   | Rob Compas                       | Patrick de Boer                  | Bert Hiemstra                    |
| 1995   | Bennie Gosink                    | Jan de Leeuw                     | Bert Hiemstra                    |
| 1996   | Louis de Koning                  | Paul van Schalen                 | Rob Froeling                     |
| 1997   | Herold Dat                       | Wilco Zuijderwijk                | Angelo van Melis                 |
| 1998   | Ronald van der Tang              | Godert de Leeuw                  | Maikel den Ouden                 |
| 1999   | Peter van de Reep                | Rick Pieterse                    | Sander Hup                       |
| 2000   | Angelo van Melis                 | Tom Cordes                       | John den Braber                  |
| 2001   | Niet vereden i.v.m de MKZ-crisis | Niet vereden i.v.m de MKZ-crisis | Niet vereden i.v.m de MKZ-crisis |
| 2002   | Wilco Zuijderwijk                | Kenny van Hummel                 | Martijn Albers                   |
| 2003   | Tom Veelers                      | Pascal Hermes                    | Marc de Maar                     |
| 2004   | Dennis Smit                      | Marcel Alma                      | Roel de Vries                    |
| 2005   | Bastiaan Krol                    | Arno Wallaard                    | Wilco Zuiderwijk                 |
| 2006   | Peter Schep                      | Ferdi van Katwijk                | Arnoud van Groen                 |
| 2007   | Marvin van der Pluijm            | Marco Bos                        | Berry Nagelhout                  |
| 2008   | Lieuwe Westra                    | Yvo Kusters                      | Marvin van der Pluijm            |
| 2009   | Jetse Bol                        | Rik Kavsek                       | Marc Reef                        |
| 2010   | René Hooghiemster                | Roy Eefting                      | Peter Jan Polling                |
| 2011   | Dennis Smit                      | Arno van der Zwet                | Stefan Poutsma                   |
| 2012   | Dylan Groenewegen                | Yoeri Havik                      | Daan Meijers                     |
| 2013   | Jim van den Berg                 | Jeff Vermeulen                   | Koos Jeroen Kers                 |
| 2014   | Maurits Lammertink               | Jim van den Berg                 | Yoeri Havik                      |
| 2015   | Jeff Vermeulen                   | Johim Ariesen                    | Oscar Riesebeek                  |
| 2016   | Jasper Hamelink                  | Rens Te Stroet                   | Mitchell Mulhern                 |
| 2017   | Ronan van Zandbeek               | Nick van der Meer                | David Dekker                     |
| 2018   | Jelle Wolsink                    | Wiebe Scholten                   | Robin Löwik                      |

### Vrouwen
| Editie | 1e                                | 2e                                | 3e                                |
| ------ | --------------------------------- | --------------------------------- | --------------------------------- |
| 1985   | Hennie Top                        | Gonnie van Koert                  | Monique Kaufmann                  |
| 1986   | Anita Griep                       | Moniquede Waal                    | Cynthia Lutke Schipholt           |
| 1987   | Cynthia Lutke Schipholt           | Jolanda Cools                     | Sandy Lutke Schipholt             |
| 1988   | Connie Meijer                     | Gré Tijmes                        | Cora Westland                     |
| 1989   | Monique Knol                      | Daniëlle Overgaag                 | Gré Tijmes                        |
| 1990   | Kristel Werckx                    | Cora Westland                     | Monique Knol                      |
| 1991   | Monique de Bruin                  | Petra de Bruin                    | Esther van Verseveld              |
| 1992   | Monique Knol                      | Petra van der Giessen             | Marina van Hest                   |
| 1993   | Daniëlle Overgaag                 | Angela van Smoorenburg            | Wendy Kramp                       |
| 1994   | Vanja Vonckx                      | Daniëlle Overgaag                 | Hester Marieke Kroes              |
| 1995   | Debby Mansveld                    | Nathalie Nelemans                 | Janneke Vos                       |
| 1996   | Debby Mansveld                    | Sissy van Alebeek                 | Marion Borst                      |
| 1997   | Vanja Vonckx                      | Wendy Kramp                       | Hester Marieke Kroes              |
| 1998   | Leontien van Moorsel              | Marion van Zuilen                 | Marije Gemser                     |
| 1999   | Debby Mansveld                    | Sonja van Kuik                    | Vanja Vonckx                      |
| 2000   | Mirjam Melchers                   | Leontien van Moorsel              | Sonja van Kuik                    |
| 2001   | Niet verreden i.v.m de MKZ-crisis | Niet verreden i.v.m de MKZ-crisis | Niet verreden i.v.m de MKZ-crisis |
| 2002   | Sandra Missbach                   | Yvonne Brunen                     | Leontien van Moorsel              |
| 2003   | Debby Mansveld                    | Bertine Spijkerman                | Kristy Miggels                    |
| 2004   | Chantal Beltman                   | Janneke Vos                       | Sissy van Alebeek                 |
| 2005   | Sara Carrigan                     | Suzanne de Goede                  | Christine Mos                     |
| 2006   | Monica Holler                     | Ellen van Dijk                    | Inge Velthuis                     |
| 2007   | Vera Koedooder                    | Moniek Rotmensen                  | Mirjam Melchers                   |
| 2008   | Marianne Vos                      | Kirsten Wild                      | Martine Bras                      |
| 2009   | Chantal Blaak                     | Chantal Beltman                   | Loes Gunnewijk                    |
| 2010   | Marianne Vos                      | Martine Bras                      | Ellen van Dijk                    |
| 2011   | Kirsten Wild                      | Adrie Visser                      | Janneke Kanis                     |
| 2012   | Kim de Baat                       | Karen Elzing                      | Linda Ringlever                   |
| 2013   | Iris Slappendel                   | Vera Koedooder                    | Roxane Knetemann                  |
| 2014   | Floortje Mackaij                  | Sara Mustonen                     | Roxane Knetemann                  |
| 2015   | Monique van de Ree                | Vera Koedooder                    | Nathalie van Gogh                 |
| 2016   | Annemiek van Vleuten              | Janneke Ensing                    | Demi de Jong                      |
| 2017   | Niet verreden                     | Niet verreden                     | Niet verreden                     |
| 2018   | Lorena Wiebes                     | Danique Braam                     | Femke Markus                      |

Bron
Meervoudige winnaars
| Overwinningen | Renster        | Land      | Jaren                  |
| ------------- | -------------- | --------- | ---------------------- |
| 4             | Debby Mansveld | Nederland | 1995, 1996, 1999, 2003 |
| 2             | Monique Knol   | Nederland | 1989, 1992             |
| 2             | Vanja Vonckx   | België    | 1994, 1997             |
| 2             | Marianne Vos   | Nederland | 2008, 2010             |

Overwinningen per land
| Overwinningen | Land                         |
| ------------- | ---------------------------- |
| 26            | Nederland                    |
| 3             | België                       |
| 1             | Australië, Duitsland, Zweden |